# Eleccions parlamentàries poloneses de 1930
Les Eleccions parlamentàries poloneses de 1930 es van celebrar a la Segona República Polonesa per a elegir el Sejm del 8 a 16 de novembre de 1930. El partit més votat, amb un 56% dels vots, fou el Bloc no Partidista de Col·laboració amb el Govern, pro-Sanacja. Foren considerades com les eleccions menys lliures de la Segona República Polonesa, a causa de la controvèrsia dels judicis de Brest i al fet que els resultats foren manipulats per Józef Piłsudski. Els principals caps de la coalició opositora Centralew (entre ells l'ex primer ministre Wincenty Witos, i l'heroi de guerra de Silèsia, Wojciech Korfanty) foren detinguts sense judici arran de convocar manifestacions sota l'acusació d'intentar un cop d'estat. No foren jutjats fins al 1932 i els condemnaren a 10 penes de 3 anys de presó. Molts d'ells s'exiliaren.

## Resultats
| Partit/Coalició (C)                                                                      | Sejm   | Sejm | Senat                                  | Senat |
| Partit/Coalició (C)                                                                      | Nombre | %    | Nombre                                 | %     |
| ---------------------------------------------------------------------------------------- | ------ | ---- | -------------------------------------- | ----- |
| Partit Nacional (Stronnictwo Narodowe)                                                   | 64     | -    | 12                                     | -     |
| Bloc no Partidista de Col·laboració amb el Govern (Bezpartyjny Blok Współpracy z Rządem) | 247    | -    | 76                                     | -     |
| Chrzescijańska Demokracja                                                                | 14     | -    | 2                                      | -     |
| Centrolew (coalició de 5 partits)                                                        | -      | -    | 14                                     | -     |
| Partit Popular Polonès-Piast (Polskie Stronnictwo Ludowe-Piast)                          | 15     | -    | 14 com a part de la coalició Centrolew | -     |
| Narodowa Partia Robotnicza                                                               | 10     | -    | 14 com a part de la coalició Centrolew | -     |
| Partit Camperol (Stronnictwo Chłopskie)                                                  | 17     | -    | 14 com a part de la coalició Centrolew | -     |
| Partit Popular Polonès-Wyzwolenie (Polskie Stronnitctwo Ludowe-Wyzwolenie)               | 14     | -    | 14 com a part de la coalició Centrolew | -     |
| Partit Socialista Polonès (Polska Partia Socjalistyczna)                                 | 24     | -    | 14 com a part de la coalició Centrolew | -     |
| Polska Partia Socjalistyczna-Lewica                                                      | 1      | -    | -                                      | -     |
| Partit Comunista de Polònia (Komunistyczna Partia Polski)                                | 5      | -    | -                                      | -     |
| Blok Ukraińsko-Białoruski                                                                | 21     | -    | 4                                      | -     |
| Bloc de les Minories Nacionals (Blok Mniejszości Narodowych)                             | 12     | -    | 3                                      | -     |